# Automeris jucunda
Automeris jucunda es un insecto lepidóptero de la familia Saturniidae, una entre las cerca de doscientas especies del género Automeris.

## Distribución
Se la encuentra en casi todo el sur de la cuenca del Caribe, particularmente en Panamá, Colombia y Venezuela (aunque también en Guyana, la Guayana Francesa, Surinam e incluso Brasil), donde recibe el nombre vulgar de mariposa del Yagrumo, por ser habitual verla cerca de los árboles de Cecropia peltata. No está limitada a las regiones estrictamente selváticas, sino que se halla representantes de esta especie tanto en áreas tropicales como en zonas intertropicales de altura (climas A y Cwa en la clasificación climática de Köppen).

## Hábitos y particularidades
Al igual que buena parte de las polillas, posee dos marcas con forma de ojos en las alas posteriores y un abdomen de colores vivos para disuadir a posibles depredadores e indicar su potencial venenosidad y mal sabor. Es atraída por la luz, por lo que es común verla de noche volando cerca de los faroles, en calles o jardines. Sus larvas poseen un color verde intenso con rayas laterales longitudinales blancas y rojas, y espinas con glándulas venenosas que producen un líquido urticante. Estas viven agrupadas en las plantas y tejen grandes capullos de hojas y seda a partir de los cuales emergen luego los adultos.

## Galería de imágenes
|                                                            |
| A. jucunda en el Municipio El Hatillo, Miranda, Venezuela. |

|                                            |
| El mismo individuo, con las alas abiertas. |